# Germanwings
«Germanwings» (укр. Джерменвінґз) — колишні дешеві авіалінії з Німеччини. Належали до групи Lufthansa. Головний офіс фірми знаходився у Кельні, другий офіс — в Штутгарті. Літаки цієї компанії літали в 39 аеропортів Європи а також до Туреччини. Повітряна флотилія нараховувала 22 літаки марки Airbus (20 x A319, 2 x A320).
24 березня 2015 року один із літаків авіакомпанії розбився у Французьких Альпах — загинули разом із членами екіпажу 150 осіб, які перебували на борту. Літак був свідомо спрямований на скелі другим пілотом екіпажу Андреасом Любіцем, який страждав на психічний розлад.
7 квітня 2020 року Lufthansa оголосила, що припиняє діяльність компанії і виводить з експлуатації понад 40 літаків. Такі заходи містяться в опублікованому реструктуризаційному пакеті, направленому на подолання економічних наслідків епідемії коронавірусу. 

## Флот

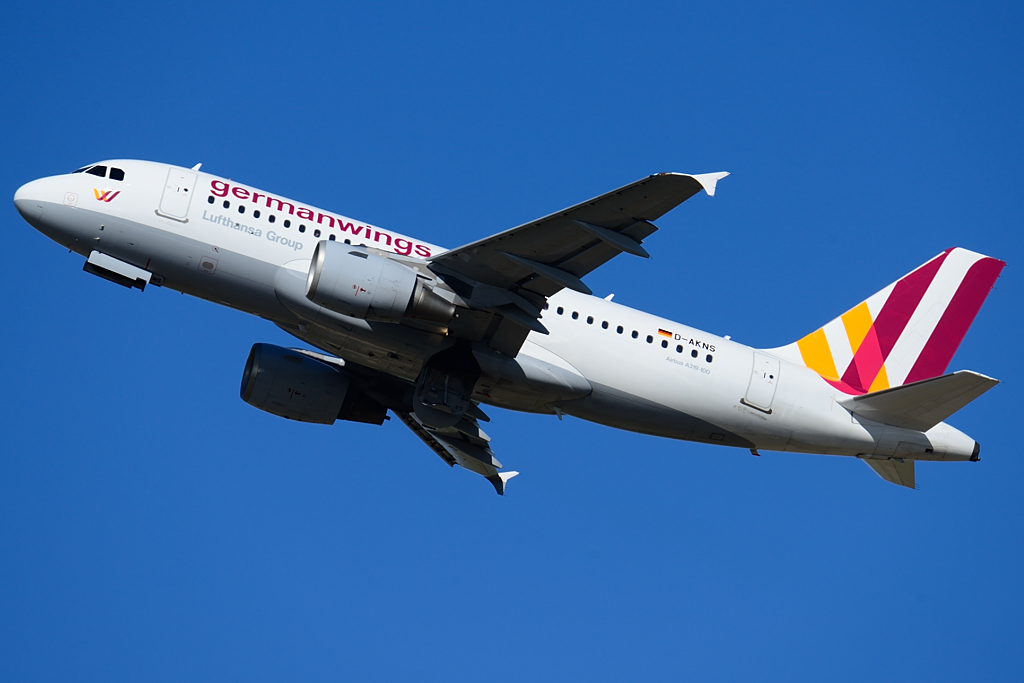
Germanwings Airbus A319-100 у лівреї 2013 року

На лютий 2019:

## Дивись також
- Дешеві авіалінії